# НИИ «Восход»
Федеральное государственное автономное учреждение Научно-исследовательский институт «Восход» (ФГАУ НИИ «Восход») — российское государственное научно-исследовательское учреждение, подведомственное Министерству цифрового развития, связи и массовых коммуникаций Российской Федерации. До 21 марта 2016 года имело организационно-правовую форму федерального государственного унитарного предприятия.

## История
Институт был основан в 1972 году постановлением ЦК КПСС и Совета Министров СССР. 23 ноября 1972 года второе комплексное отделение НИИ автоматической аппаратуры Минрадиопрома СССР, отвечавшее за разработку автоматизированной системы управления техническим обеспечением ПВО «Алмаз», было переведено на самостоятельный баланс и в 1973 году переименовано в НИИ «Восход». Приоритетной задачей «Восхода» стало создание системы «Контур» для управления народным хозяйством страны в мирное время и при возникновении чрезвычайных ситуаций.
В 1970—1990-х годах институт выполнил ряд важнейших проектов общегосударственного значения, среди которых автоматизированная система управления техническим обеспечением ПВО «Алмаз», АСУ главнокомандующего сухопутными войсками «Звезда-Ц», головной вычислительный центр Комитета госбезопасности СССР «Фианит», система по предупреждению и действиям в чрезвычайных ситуациях АРИУС ЧС, АСУ министерства иностранных дел «Глобус» и многие другие.
15 декабря 1982 года за успешное выполнение цикла работ по созданию автоматизированных систем управления специального назначения по заказам Министерства обороны СССР «Восход» был награжден орденом Трудового Красного Знамени, а 12 лучших разработчиков удостоены Государственной премии.
После распада СССР «Восход» не только сохранил костяк специалистов, но и сформировал две своих ключевые компетенции: в 1994 году институт начал работы по созданию государственной автоматизированной системы, предназначенной для автоматизации избирательных процессов — ГАС «Выборы», а в 2004 году приступил к разработке государственной системы паспортно-визовых документов нового поколения (ГС ПВД НП). Среди менее известных разработок «Восхода» 1990—2000-х годов — ГАС «Правосудие»; автоматизированные системы «Государственный регистр населения», «Законотворчество» и «Профессиональные риски»; автоматизированные системы и комплексы Минобороны России — «Зона-Н», «СОЖ-1», «Шлюз-АМ» и «Созвездие-ТО».
В 2017 году «Восход» вошел в топ-20 крупнейших поставщиков решений для госсектора по версиям CNews Analytics и TAdviser. 
В 2017 году в рамках реализации политики достижения технологической независимости России в ключевых отраслях экономики «Восход» первым в России перевел на свободное ПО и оборудование отечественных компаний межведомственный резервируемый центр обработки данных (МРЦОД) государственной системы «Мир». Также «Восход» назначен единственным исполнителем работ по созданию, развитию и поддержке информационных систем и ресурсов Генеральной прокуратуры Российской Федерации.

## НИИ «Восход» в настоящее время
В 2020 году НИИ «Восход» вошёл в топ-100 крупнейших ИТ-компаний России.
В настоящее время НИИ «Восход» обладает статусом федерального государственного автономного учреждения (ФГАУ), является подведомственной структурой Министерства цифрового развития связи и массовых коммуникаций Российской Федерации, которая участвует в сложных и комплексных проектах в рамках перехода России к цифровой экономике и цифровой трансформации органов государственного управления. Предоставляет централизованный сервис и разрабатывает ИТ-решения для Минцифры России, Министерства внутренних дел, Министерства транспорта, Министерства здравоохранения, Центральной избирательной комиссии РФ и других органов власти разного уровня.
К проектам, выполняемым организацией, относятся поддержка Государственной автоматизированной системы «Выборы», развитие Государственной системы паспортно-визовых документов нового поколения, перевод МГТУ им. Баумана на отечественное и свободно распространяемое программное обеспечение, разработка «Типового облачного решения системы электронного документооборота (ТОР СЭД)», платформы «Центр хранения электронных документов» (ЦХЭД), «Национальной системы управления данными» (НСУД), «Типового облачного решения по автоматизации контрольной (надзорной) деятельности» (ТОР КНД), «Цифровой аналитической платформы Росстата» (ЦАП), ФГИС «Управление государственной единой облачной платформой (ГЕОП)» и других.
В институте работают свыше 1 000 сотрудников, 45 из которых имеют ученые степени. Институт владеет более чем 50 действующими патентами и свидетельствами на изобретения, полезные модели, программное обеспечение. Получено более 20 государственных лицензий и сертификатов в области защиты информации, безопасности, конфиденциальности, телекоммуникаций. На базе института созданы базовые кафедры ведущих вузов в области подготовки квалифицированных кадров для ИТ-отрасли — Российский технологический университет (МИРЭА) и Российский экономический университет имени Г. В. Плеханова.